# Foulridge
Foulridge is een civil parish in het bestuurlijke gebied Pendle, in het Engelse graafschap Lancashire met 1503 inwoners.